# Antropología aplicada
La Antropología aplicada se entiende por la aplicación de prácticas y teoría de la antropología para el análisis y solución de problemas, así como para promover el cambio sociocultural. La antropología aplicada puede ocupar elementos desde cualquiera de sus sub-disciplinas (a saber: Arqueología, Antropología física o biológica, Antropología sociocultural, Antropología lingüística), así como también una variedad amplia de herramientas metodológicas, donde resalta el uso de la Etnografía. Otras herramientas puede incluir: Análisis de redes, estudios de encuestas, datos estadísticos, análisis textual (contenido y discurso), entrevistas semi-estructuradas, grupos focales, etc.
Una preocupación de la Antropología Aplicada es la transformación de un estado A a otro B, es decir, es la realización de un cambio social dirigido por un investigador con mayor o menor participación de la comunidad, dependiendo de los niveles de métodos participativos que se utilicen en él.
Para la antropología aplicada se vuelve fundamental la realización de un diagnóstico social, el cual funcionará como bisagra entre la investigación primaria (información de primera mano recogida durante el trabajo de campo: etnografía y observación participante) y la información secundaria (recolección de información bibliográfica y datos previos). Dicha herramienta metodológica es fundamental, en tanto va de cara a la acción.
Esto es un contraste con muchos antropólogos socioculturales académicos, que pueden estar ocupados en crear modelos teóricos que se corresponde con estas unidades de análisis, p.ej. desigualdad social, performance, intercambio, sentido y así sucesivamente. Algunas veces la investigación que cae en el campo aplicado se dice "aplicada" en contraste con la investigación académica, que es conocida como "básica".

## Campos de acción de la Antropología Aplicada en su entorno
Estos campos representan algunos ejemplos del trabajo de antropólogos aplicados.
- Antropología médica: También llamada antropología de la salud, se preocupa tradicionalmente de problemas como la relación proveedor de salud-paciente; epidemiología en contextos multiculturales; el estudio de los sistemas de salud; el desarrollo de políticas públicas de salud.

- Antropología del Desarrollo:Se encarga de generar y aplicar modelos de desarrollo social, económico y cultural, respetando la diversidad cultural. Trabaja en escenarios complejos en temas como la superación de la pobreza, desintegración social, comunicación intercultural, etnodesarrollo.

- Antropología económica: Se ocupa de las relaciones sociales-económicas que se dan en la producción, distribución y consumo. Estudios que analizan el capital social, cultural y económico y su interdependencia. Aplica programas de microcréditos, distribución del trabajo o sistemas monetarios.

- Antropología y políticas públicas: aporta Estudios para la focalización, desarrollo y aplicación de políticas públicas en diversos ámbitos.

- Antropología Industrial: Se encarga del estudio de las organizaciones industriales como las empresas. En áreas como Desarrollo organizacional, cultura organizacional, desarrollo e innovación, estudios de mercado, definición de estrategias industriales. En general con lo que se conoce como "gestión del conocimiento" de una organización.

- Antropología y Criminología: Se ocupa del estudio y prevención del crimen. Estudia el comportamiento criminal, sus orígenes, también las víctimas, las instituciones encargadas de detener, prevenir y castigar el crimen, así como también las penas y la efectividad de otros mecanismos de prevención del crimen.

- Antropología y medioambiente: Un ámbito de trabajo es la realización de estudios que midan el Impacto ambiental que generan proyectos sobre determinadas áreas, en el medio ambiente, tanto biológico, humano y también patrimonial.

- Antropología forense: Presta peritajes desde el conocimiento biológico (identificación e individuación de restos humanos), como también peritajes sociales. Para la declaración y esclarecimiento de los hechos ante un juicio.

- Antropología y educación: Varios antropólogos lingüistas se dedican al diseño, promoción e implementación de EIP (educación intercultural plurilingüe) en contexto interculturales (culturas con distintos idiomas conviviendo bajo un mismo Estado), así como también a la educación de adultos (antropogogía por ejemplo).

- Trabajo interdisciplinario: El antropólogo aplicado es un excelente miembro en grupos de trabajo interdisciplinarios en diversos ámbitos, aportando elementos para la integración del grupo de profesionistas y su comunicación. Actúa como un generalista (en oposición a especialista) motivando el diálogo, traduciendo y comunicando distintas disciplinas, aportando con su conocimiento holístico (integral) a distintos proyectos.

## Antropología aplicada y dilemas éticos
En muchos casos la Antropología se ha envuelto en ciertos dilemas éticos, como es el préstamo de servicios a la colonización europea (durante el siglo XIX), a operaciones militares y/o de espionaje durante la Primera y Segunda Guerra Mundial y la Guerra Fría (Operación Camelot), así como también en la reciente ocupación de Afganistán e Irak.